# Gigi in paradisco
Gigi in paradisco est une chanson disco de Dalida sortie en 1980. La chanson intégrale dure près de 13 minutes, c'est celle-ci que l'on retrouve sur l'album du même nom.
Les paroles sont signées par Michaële et la musique par Paul et Lana Sebastian, déjà auteurs-compositeurs de Gigi l'amoroso sorti quelques années plus tôt. Gigi in paradisco est la suite disco de cette chanson aux airs napolitains. 

## Histoire
Ce titre remet en scène le personnage de Gigi. Après être revenu d'Amérique sans avoir pu la conquérir, il continue une vie de spectacle avec sa troupe. Archétype napolitain, sa réputation de charmeur se prolonge également. La veuve du colonel, une de ses nombreuses adoratrices, l'invite un soir et par crime passionnel en vient à l'abattre. De là, Gigi gagne le "paradisco". 
Dalida, dans le rôle de sa maîtresse, s'adresse à lui, son défunt amant. Avec le reste de la troupe, elle continue le spectacle en se mettant au disco.
Gigi in paradisco, dont la durée de la version originale fait plus de 12 minutes, sort sous de multiples formats : LP (seul format pouvant accueillir le morceau en entier sans passer de la face A à B au milieu de l'écoute), EP, RPM.
Il existe différents chiffres de ventes, allant en deçà des 80 000 ventes aux 300 000 exemplaires vendus.